# ليزا كرويتسر
ليزا كرويتسر (بالألمانية: Lisa Kreuzer)‏ ممثلة ألمانية من مواليد 2 ديسمبر 1945 ، وهي مشهورة كونها ممثلة تليفزيونية .

## وصلات خارجية
- ليزا كرويتسر على موقع IMDb (الإنجليزية)
- ليزا كرويتسر على موقع مونزينجر (الألمانية)
- ليزا كرويتسر على موقع ألو سيني (الفرنسية)
- ليزا كرويتسر على موقع أول موفي (الإنجليزية)
- ليزا كرويتسر على موقع أول موفي (الإنجليزية)
- ليزا كرويتسر على موقع قاعدة بيانات الأفلام السويدية (السويدية)
- ليزا كرويتسر على موقع قاعدة بيانات الأفلام السويدية (السويدية)
- ليزا كرويتسر على موقع قاعدة بيانات الفيلم (الإنجليزية)
- ليزا كرويتسر على موقع كينوبويسك (الروسية)

صفحتها على IMDB